# Lothar Hirsch
Lothar Hirsch (ur. 17 grudnia 1943 w Eschweiler) – niemiecki lekkoatleta, średniodystansowiec. W czasie swojej kariery reprezentował Republikę Federalną Niemiec.
Zdobył brązowy medal w sztafecie szwedzkiej 2+3+4+5 okrążeń na halowych mistrzostwach Europy w 1970 w Wiedniu (sztafeta RFN biegła w składzie: Horst Haßlinger, Hirsch, Manfred Henne i Ingo Sensburg).
Był brązowym medalistą mistrzostw RFN w hali w biegu na 800 metrów w 1970.